# Треботич, Динко
Динко Треботич (хорв. Dinko Trebotić; род. 30 июля 1990, Сплит) — хорватский футболист, полузащитник итальянского клуба «Кастельфидардо».

## Клубная карьера
Воспитанник «Хайдука» из Сплита. Дебютировал за основную команду 5 октября 2008 года в матче против «Кроация (футбольный клуб, Сесвете)». Больше в сезоне 2008/09 на поле не появлялся. Позже выступал в аренде в клубах второго дивизиона «Юнак» и «Рудеш». Вернулся в «Хайдук» в июле 2010 года и стал игроком основного состава.
В феврале 2012 года до конца сезона 2011/12 был отдан в аренду в «Загреб». В августе того же года, оставив «Хайдук», перешел в «Локомотиву». Через два года присоединился к венгерскому «Видеотону», вместе с которым стал чемпионом Венгрии. В июле 2016 года перешел в «Бней Иегуда». Первую половину 2017 года провел в норвежском «Фредрикстаде». В сезоне 2017/18 выступал за «Славен Белупо».
В июне 2018 года подписал контракт с белорусским клубом «Динамо» из Минска, где стал игроком основного состава. В начале 2019 года, с приходом нового главного тренера Романа Пилипчука, был лишен места в составе и не заявлен на сезон 2019. В июне 2019 года, когда динамовцев вновь возглавил Сергей Гуренко, вернулся в основной состав. В первом же своем матче 16 июня 2019 года оформил дубль в ворота «Энергетика-БГУ» (6:1). С сентября снова потерял место в основном составе.
В январе 2020 года он был отдан в аренду в венгерский клуб « Капошвар», где он сначала выходил на замену, а затем зарекомендовал себя в качестве игрока основы. В июле 2020 года он вернулся в «Динамо», где отыграл один матч за резерв, а после чего по договоренности обеих сторон разорвал контракт с белорусским клубом.
В августе 2020 года он стал игроком боснийского клуба «Зриньски», а в июле 2021 года перешёл в «Агилас» из четвёртого дивизиона Испании. В январе 2022 года перешел в румынский клуб «Глория» (Бузэу).

## Достижения

### «Локомотива»
- Вице-чемпион Хорватии: 2010/11

### «Видеотон»
- Чемпион Венгрии: 2014/15
- Вице-чемпион Венгрии: 2015/16

### «Динамо» (Минск)
- Бронзовый призёр чемпионата Белоруссии: 2018